# Kata (programación)
Una kata de código en programación es un ejercicio dirigido a que los programadores desarrollen sus habilidades a base de práctica y repetición. Probablemente fue Dave Thomas, coautor del libro The Pragmatic Programmer, quien acuñó el término, en un guiño al concepto japonés de kata de las artes marciales.